# Le Match de baseball
Pour plus de détails, voir Fiche technique et Distribution.
Le Match de baseball (Baseball Bugs) est un cartoon réalisé en 1946 par Friz Freleng dans la série de cartoons Looney Tunes mettant en scène Bugs Bunny et un joueur de l'équipe des Gorilles.

## Synopsis
Lors d'un match opposant les Gorilles et les A-tout-à-l'heure au Polo Grounds Stadium, les Gorilles (des joueurs tricheurs) battent largement les A-tout-à-l'heure (juste un vieillard). Bugs, fan des A-tout-à-l'heure, est défié par un Gorille pour un match. Au lancer, Bugs réussit à éliminer le joueur qui l'a défié. Il élimine finalement toute l'équipe par une balle lente. 
À la batte, Bugs réussit à rouler le Gorille en lui montrant un poster de femme sexy. Au deuxième tir, Bugs fait son coup du miroir au Gorille s'étant déguisé en arbitre en ayant assommé le vrai avant de gagner un 2e point. Au 3e, il enterre un joueur avec sa balle. Au 4e, il explose le cigare d'un autre joueur avec la balle. Au 5e, il assomme tous les Gorilles ce qui cause le compteur à inscrire Tilt. 
Lorsque le Gorille frappe, il est éliminé par Bugs qui l'assomme avec une balle. Vers la fin du match, Bugs mène 96 à 95. Finalement, un homerun du Gorille est annulé car Bugs réussit à attraper la balle sur l'Umpire Building State (parodie du Empire State Building et jeu de mots avec empire et umpire (arbitre en français)). L'arbitre dit au Gorille qu'il est éliminé puis la statue de la Liberté ajoute également « Tu as entendu l'arbitre ? Vas t'asseoir sinon tu auras une pénalité ! » et Bugs en dit « Éliminé, éliminé, c'est ça notre liberté ! »

## Sortie DVD
Ce cartoon est sorti dans le DVD : Looney Tunes : Les meilleures aventures de Bugs Bunny - volume 1.